# Het gekkengas
Het gekkengas (oorspronkelijke titel: Het gekkegas) is de titel van het 133ste stripverhaal van Jommeke. De reeks wordt getekend door striptekenaar Jef Nys.

## Verhaal
Anatool heeft de hulp van Professor Gobelijn nodig. De professor gedraagt zich echter heel raar. Erger nog, hij is helemaal gek geworden. Hij heeft een soort gekkengas uitgevonden. Buiten zijn wil, net wanneer Anatool erbij is, demonstreert hij het effect ervan. Voor Anatool een uitgelezen kans om het gas te stelen en er zijn slag mee te slaan. Hij droomt alweer luidop van een groot fortuin. Jommeke verneemt het slechte nieuws en zet de achtervolging in op Anatool.
Anatool blijkt spoorloos. Vlug ontdekken Jommeke en zijn vrienden dat hij via het gekkengas bankovervallen pleegt. Dankzij Flip kunnen ze de schuilplaats van Anatool vinden. Zo kunnen Jommeke en Filiberke de formule van het tegengif bemachtigen. Professor Denkekop bezorgt hen het tegengif. Intussen wil Anatool per boot vluchten, maar dit mislukt.
Hij krijgt een verdiende straf en alles komt terug bij het oude. Eind goed, al goed!

## Achtergronden bij het verhaal
- Oorspronkelijk was de titel van dit stripalbum "Het gekkegas", later is dit veranderd naar "Het gekkengas".